# Pierre Famin
Pierre Famin, né le 14 décembre 1855 à Paris et mort le 4 septembre 1922 dans la même ville, est un général français, grand-croix de la Légion d'honneur.
Figure importante des troupes coloniales, après avoir servi au Sénégal, en Indochine puis en Crète, il est directeur des troupes coloniales au ministère de la Guerre de 1900 à 1907 puis lors de la Première Guerre mondiale de 1914 à 1917 au cours de laquelle il rend de « très grands services » selon le maréchal Joffre. Après la guerre, il est président de la Compagnie du chemin de fer franco-éthiopien (CFE).
Il est l'auteur de plusieurs publications et ouvrages dont un récompensé par l'Académie française.

## Biographie

### Famille
Il est le fils de Charles Famin et de Henriette Mollot.

### Carrière militaire
Il intègre l'École spéciale militaire de Saint-Cyr le 15 octobre 1874.
À sa sortie, il est affecté dans les troupes de marine (qui deviennent troupes coloniales en 1900). Il commence sa carrière au Sénégal et en Indochine, puis promu lieutenant-colonel, il est nommé commissaire militaire et commandant supérieur des troupes de marine envoyées à La Canée en Crète durant la  révolte crétoise de 1897-1898. Il est successivement promu lieutenant le 18 octobre 1881, capitaine le 2 mai 1884, chef de bataillon le 11 mai 1891, lieutenant-colonel en 1895.
Après avoir été nommé colonel le 22 décembre 1898, il sert au ministère de la Marine puis au ministère de la Guerre. Le 28 décembre 1900, il est nommé par le  général André, ministre de la Guerre, à la tête de la Direction des troupes coloniales (huitième direction du ministère de la guerre). Le 22 mars 1900, il est promu général de brigade, puis, le 25 septembre 1905, général de division.
Sur sa demande, il est placé le 16 août 1907 dans la réserve pour raison de santé. 
Il est rappelé à l'activité au début de la Grande Guerre et le 4 octobre 1914, il est à nouveau placé à la tête de la Direction des troupes coloniales  dont dépend le Service d'organisation des travailleurs coloniaux  (SOTC), à partir de 1916. Il rend de « très grands services » au cours de la guerre dans cette fonction écrit le maréchal Joffre dans ses mémoires, notamment dans la « définition des conditions de recrutement, d'organisation et d'emploi des travailleurs coloniaux ».  Joffre songe à Famin pour remplacer le général Galliéni, comme ministre de la Guerre, après le décès de ce dernier en 1916.
Il est relevé de ses fonctions et replacé dans la réserve en  septembre 1917.

### Dernières années
Après guerre, il s'investit en Éthiopie dans la réalisation du chemin de fer Djibouti- Addis-Abbeba. Il préside la Compagnie du chemin de fer franco-éthiopien (CFE).
Il est élevé à la dignité de grand-croix de la Légion d'honneur le 30 décembre 1920.
Il meurt à Paris le 4 septembre 1922 à l'âge de 66 ans.
Il est l'auteur de plusieurs publications dont Propos d’un colonial récompensé par le prix Fabien de  l'Académie française en 1913.
Il est membre de la société Les Amis de l’Éléphant de 1906 à 1922.

## Décorations
- Grand-croix de la Légion d'honneur (30 décembre 1920)
  - Grand Officier le 4 février 1908
  - Commandeur le 5 octobre 1900
  - Officier le 21 juin 1894
  - Chevalier le 11 juillet 1892
- Croix de guerre 1914–1918

## Publications
- Le droit prime la force (1919)
- Propos d'un colonial (1912). Lire en ligne.
- Questions sociales : La peine de mort ; la police de grèves ; le socialisme collectiviste en Chine ; l'impôt et les charges de famille (1912)
- L'Armée coloniale (1900)
- Au Tonkin et sur la frontière du Kwang-Si (1895)
- Armée coloniale et troupes de la marine (1885)